# Episodi di Girl Meets World (terza stagione)
La terza stagione della serie televisiva Girl Meets World è andata in onda in prima visione assoluta dal 3 giugno 2016 negli Stati Uniti su Disney Channel.
In Italia è andata in onda dal 16 luglio 2018.
| nº | Titolo originale                      | Titolo italiano                    | Prima TV USA      | Prima TV Italia |
| -- | ------------------------------------- | ---------------------------------- | ----------------- | --------------- |
| 1  | Girl Meets High School: Part One      | Riley e il liceo: parte 1          | 3 giugno 2016     | 16 luglio 2018  |
| 2  | Girl Meets High School: Part Two      | Riley e il liceo: parte 2          | 5 giugno 2016     | 17 luglio 2018  |
| 3  | Girl Meets Jexica                     | Riley e Jexica                     | 10 giugno 2016    | 18 luglio 2018  |
| 4  | Girl Meets Permanent Record           | Riley e il corso di spagnolo       | 17 giugno 2016    | 19 luglio 2018  |
| 5  | Girl Meets Triangle                   | Riley e il triangolo               | 24 giugno 2016    | 20 luglio 2018  |
| 6  | Girl Meets Upstate                    | Riley e la ricerca di Maya         | 8 luglio 2016     | 23 luglio 2018  |
| 7  | Girl Meets True Maya                  | Riley e la vera Maya               | 15 luglio 2016    | 24 luglio 2018  |
| 8  | Girl Meets Ski Lodge: Part 1          | Riley e la natura: parte 1         | 22 luglio 2016    | 31 luglio 2018  |
| 9  | Girl Meets Ski Lodge: Part 2          | Riley e la natura: parte 2         | 29 luglio 2016    | 1 agosto 2018   |
| 10 | Girl Meets I Do                       | Riley e "Lo voglio"                | 12 agosto 2016    | 30 luglio 2018  |
| 11 | Girl Meets Real World                 | Riley tra il bene e il male        | 19 agosto 2016    | 26 luglio 2018  |
| 12 | Girl Meets Bear                       | Riley e l'orso                     | 26 agosto 2016    | 3 agosto 2018   |
| 13 | Girl Meets The Great Lady of New York | Riley e la settimana della cultura | 16 settembre 2016 | 27 luglio 2018  |
| 14 | Girl Meets She Don't Like Me          | Riley e il controllo della vita    | 23 settembre 2016 | 25 luglio 2018  |
| 15 | Girl Meets World of Terror 3          | Riley e il mondo del terrore 3     | 14 ottobre 2016   | 7 agosto 2018   |
| 16 | Girl Meets Her Monster                | Riley e l'adolescenza              | 4 novembre 2016   | 6 agosto 2018   |
| 17 | Girl Meets Hollyworld                 | Riley e il mondo di Hollywood      | 18 novembre 2016  | 8 agosto 2018   |
| 18 | Girl Meets A Christmas Maya           | Riley e il Natale di Maya          | 2 dicembre 2016   | 2 agosto 2018   |
| 19 | World Meets Girl                      | Riley e il Mondo                   | 6 gennaio 2017    | 9 agosto 2018   |
| 20 | Girl Meets Sweet Sixteen              | Riley e i dolci sedici anni        | 13 gennaio 2017   | 10 agosto 2018  |
| 21 | Girl Meets Goodbye                    | Riley - Arriverderci               | 20 gennaio 2017   | 13 agosto 2018  |